# La Roche-Posay
La Roche-Posay (Aussprache: la 'ʁɔʃ poˌzɛ) ist eine französische Gemeinde mit 1571 Einwohnern (Stand 1. Januar 2022) im Département Vienne in der Region Nouvelle-Aquitaine; sie gehört zum Arrondissement Châtellerault und zum Kanton Châtellerault-3.

## Lage
La Roche-Posay liegt etwa 20 Kilometer von Châtellerault entfernt am Ufer der Creuse. Im Gemeindegebiet mündet die Gartempe in die Creuse, an der westlichen Gemeindegrenze verläuft das Flüsschen Luire. Nachbargemeinden von La Roche-Posay sind: Leigné-les-Bois im Westen, Coussay-les-Bois im Nordwesten, Lésigny im Norden, Yzeures-sur-Creuse im Osten, Vicq-sur-Gartempe im Süden, Pleumartin im Südwesten.

## Bevölkerungsentwicklung
| Jahr      | 1962 | 1968 | 1975 | 1982 | 1990 | 1999 | 2009 | 2018 |
| Einwohner | 1365 | 1323 | 1400 | 1404 | 1444 | 1445 | 1556 | 1557 |

## Wappen
Beschreibung: In Silber ein stehender grüner Löwe (Familie Chasteigner de La Roche-Posay).

Es handelt sich dabei um ein sprechendes Wappen: Die Blasonierung «au lion posé» erinnert klanglich an «La Roche-Posay».

## Sehenswürdigkeiten
- Funde aus dem Neolithikum und dem Magdalénien in Verlet
- Ruinen einer römischen Brücke
- Donjon (11. Jahrhundert, Monument historique)
- Stadttor (Bourbon), (15. Jahrhundert, Monument historique)
- Ruinen der Befestigungsanlagen (15. Jahrhundert, Monument historique)
- Mittelalterliches Fachwerkhaus
- Château de La Merci-Dieu
- Château de Valcreuse (Ende 19. Jahrhundert)
- Château de Posay (1810)
- Romanische Kirche Notre-Dame (12. Jahrhundert, im 15. Jahrhundert befestigt, Monument historique)
- Ruinen der Zisterzienserabtei La Merci-Dieu (12. Jahrhundert)

## Gemeindepartnerschaften
Partnergemeinden von La Roche-Posay sind die Gemeinde Falck im französischen Lothringen und die italienische Gemeinde Missaglia in der Lombardei.

## Nachweise
1. ↑  Website der Gemeinde